# Lista de vereadores de São Sebastião do Alto
Esta é a lista de vereadores de São Sebastião do Alto, município brasileiro do estado do Rio de Janeiro.
A Câmara Municipal de São Sebastião do Alto é formada por nove representantes.

## 9ª Legislatura (2021–2024)
Estes são os vereadores eleitos nas eleições de 15 de novembro de 2020, pelo período de 1° de janeiro de 2021 a 31 de dezembro de 2024:
| Mesa Diretora (2021-2022)           |                       |                        |                              |
| Nome                                | Início do mandato     | Fim do mandato         | Cargo                        |
| Reinaldo Gonçalves de Souza (Cid.)  | 1º de janeiro de 2021 | 31 de dezembro de 2022 | Presidente da Câmara         |
| Manoel da Silva Santos (DEM)        | 1º de janeiro de 2021 | 31 de dezembro de 2022 | 1º Vice-presidente da Câmara |
| Geraldo José dos S. Carvalho (Cid.) | 1º de janeiro de 2021 | 31 de dezembro de 2022 | 2º Vice-presidente da Câmara |
| Ivany Esperante (SD)                | 1º de janeiro de 2021 | 31 de dezembro de 2022 | 1ª Secretária                |
| Karen da Rocha Oliveira (SD)        | 1º de janeiro de 2021 | 31 de dezembro de 2022 | 2ª Secretária                |

|   | Nome                                                                              | Partido                          | Votos | %     | Observações                                                                                |
| - | --------------------------------------------------------------------------------- | -------------------------------- | ----- | ----- | ------------------------------------------------------------------------------------------ |
| 1 | Ivany Esperante, Vânia Rodrigues (São Sebastião do Alto, 25.07.1974–)             | Solidariedade (SD)               | 653   | 10,47 | 2º mandato Licenciada como Secretária mun. de Educação                                     |
| 2 | Mário Henrique Daumas Martins (São Sebastião do Alto, 20.01.1979–)                | Democratas (DEM)                 | 651   | 10,44 | 2º mandato Licenciado como Secretário mun. de Obras, Transportes e Serviço Público         |
| 3 | Karen da Rocha Oliveira (São Sebastião do Alto, 16.10.1991–)                      | Solidariedade (SD)               | 474   | 7,60  | 1º mandato Licenciada como Secretária municipal de Meio Ambiente                           |
| 4 | Alédio Rezende de Oliveira (Itaocara, 22.08.1982–)                                | Partido Social Cristão (PSC)     | 412   | 6,61  | 2º mandato                                                                                 |
| 5 | Manoel da Silva Santos, Manoel dos Santos (São Sebastião do Alto, 09.10.1955–)    | Democratas (DEM)                 | 409   | 6,56  | 2º mandato                                                                                 |
| 6 | Geraldo José dos Santos Carvalho (São Sebastião do Alto, 16.09.1965–)             | CIDADANIA                        | 360   | 5,77  | 2º mandato Licenciado como                                                                 |
| 7 | Reinaldo Gonçalves de Souza (2021-2022) (São Sebastião do Alto, 09.05.1982–)      | CIDADANIA                        | 356   | 5,71  | 2º mandato                                                                                 |
| 8 | Arildo Peixoto Vieira (Itaocara, 27.04.1965–)                                     | Partido Social Democrático (PSD) | 349   | 5,60  | 2º mandato                                                                                 |
| – | João Victor Coelho Consenço Rodrigues (São Sebastião do Alto, 16.07.1998–)        | Democratas (DEM)                 | 230   | 3,69  | 1º mandato 1º suplente de Daumas Licenciado como Secretário municipal de Turismo e Eventos |
| 9 | Alexsandra Barbosa Conceição Pietrani, Lequinha (Bom Jardim, 06.05.1972–)         | Partido Social Democrático (PSD) | 220   | 3,53  | 1º mandato                                                                                 |
| – | Yuri Allan Vogas Temperini Gomes (São Sebastião do Alto, 22.12.1991–)             | Solidariedade (SD)               | 129   | 2,07  | 1º mandato Assumiu em 15.01.2021 no lugar de Karen Rocha                                   |
| – | Marcelo Pinto Lopes, Marcelo Enfermeiro (São Gonçalo, 27.04.1983–)                | CIDADANIA                        | 125   | 2,00  | 1º mandato No lugar de Geraldo Carvalho                                                    |
| – | Eraldo de Freitas Carvalho, Eraldo Bombeiro (São Sebastião do Alto, 09.03.1966–)  | Solidariedade (SD)               | 95    | 1,52  | 1º mandato Assumiu em 15.01.2021 no lugar de Ivany Esperante                               |
| – | João Batista Ferreira Menez, Joãzinho Pintor (São Sebastião do Alto, 28.05.1974–) | Democratas (DEM)                 | 43    | 0,69  | 1º mandato 2º suplente de Daumas Assumiu em 15.01.2021 no lugar de Mário Henrique          |

## 8ª Legislatura (2017–2020)
Estes são os vereadores eleitos nas eleições de 2 de outubro de 2016, pelo período de 1° de janeiro de 2017 a 31 de dezembro de 2020:
|   | Nome                                                                         | Partido                                            | Votos | %    | Observações |
| - | ---------------------------------------------------------------------------- | -------------------------------------------------- | ----- | ---- | ----------- |
| 1 | Alif Rodrigues da Silva, (Afin) (São Sebastião do Alto, 08.02.1994–)         | Partido Progressista (PP)                          | 519   | 8,37 | 1º mandato  |
| 2 | Manoel da Silva Santos (São Sebastião do Alto, 09.10.1955–)                  | Partido Progressista (PP)                          | 458   | 7,38 | 1º mandato  |
| 3 | Reinaldo Gonçalves de Souza (2019-2020) (São Sebastião do Alto, 09.05.1982–) | Partido Socialista Brasileiro (PSB)                | 437   | 7,05 | 1º mandato  |
| 4 | Alédio Rezende de Oliveira (São Sebastião do Alto, 22.08.1982–)              | Partido Socialista Brasileiro (PSB)                | 416   | 6,71 | 1º mandato  |
| 5 | Arildo Peixoto Vieira (Itaocara, 27.04.1965–)                                | Partido Democrático Trabalhista (PDT)              | 385   | 6,21 | 1º mandato  |
| 6 | Mário Henrique Daumas Martins (São Sebastião do Alto, 20.01.1979–)           | Partido Progressista (PP)                          | 383   | 6,18 | 1º mandato  |
| 7 | Geraldo José dos Santos Carvalho (São Sebastião do Alto, 16.09.1965–)        | Partido Popular Socialista (PPS)                   | 361   | 5,82 | 1º mandato  |
| 8 | Ivany Esperante, Vânia Rodrigues (São Sebastião do Alto, 25.07.1974–)        | Partido do Movimento Democrático Brasileiro (PMDB) | 326   | 5,26 | 1º mandato  |
| 9 | Diego Luciano Azevedo, Diego da Farmácia (Cantagalo, 08.02.1987–)            | Partido Socialismo e Liberdade (PSOL)              | 174   | 2,81 | 1º mandato  |

## Legenda
| Cor  | Significado          |
| Bege | Presidente da Câmara |
| Azul | Suplente             |